# Steinmauern von Jeju-do

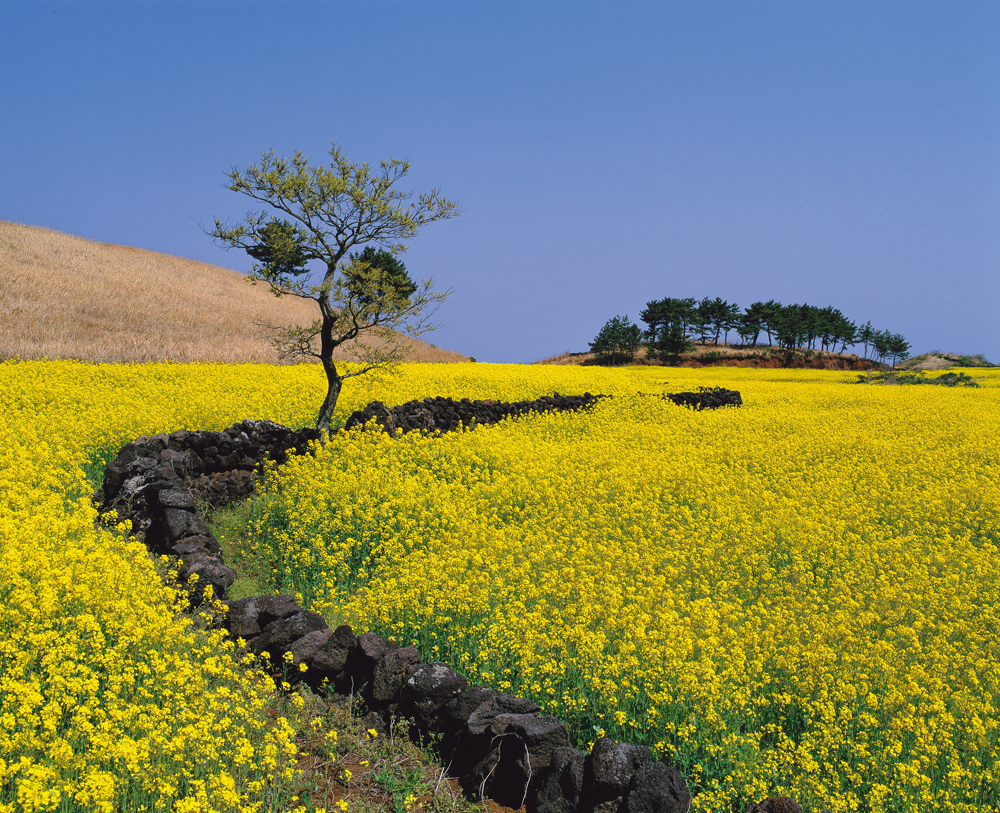
Batdam (밭담) genannten Steinmauern zwischen den Feldern

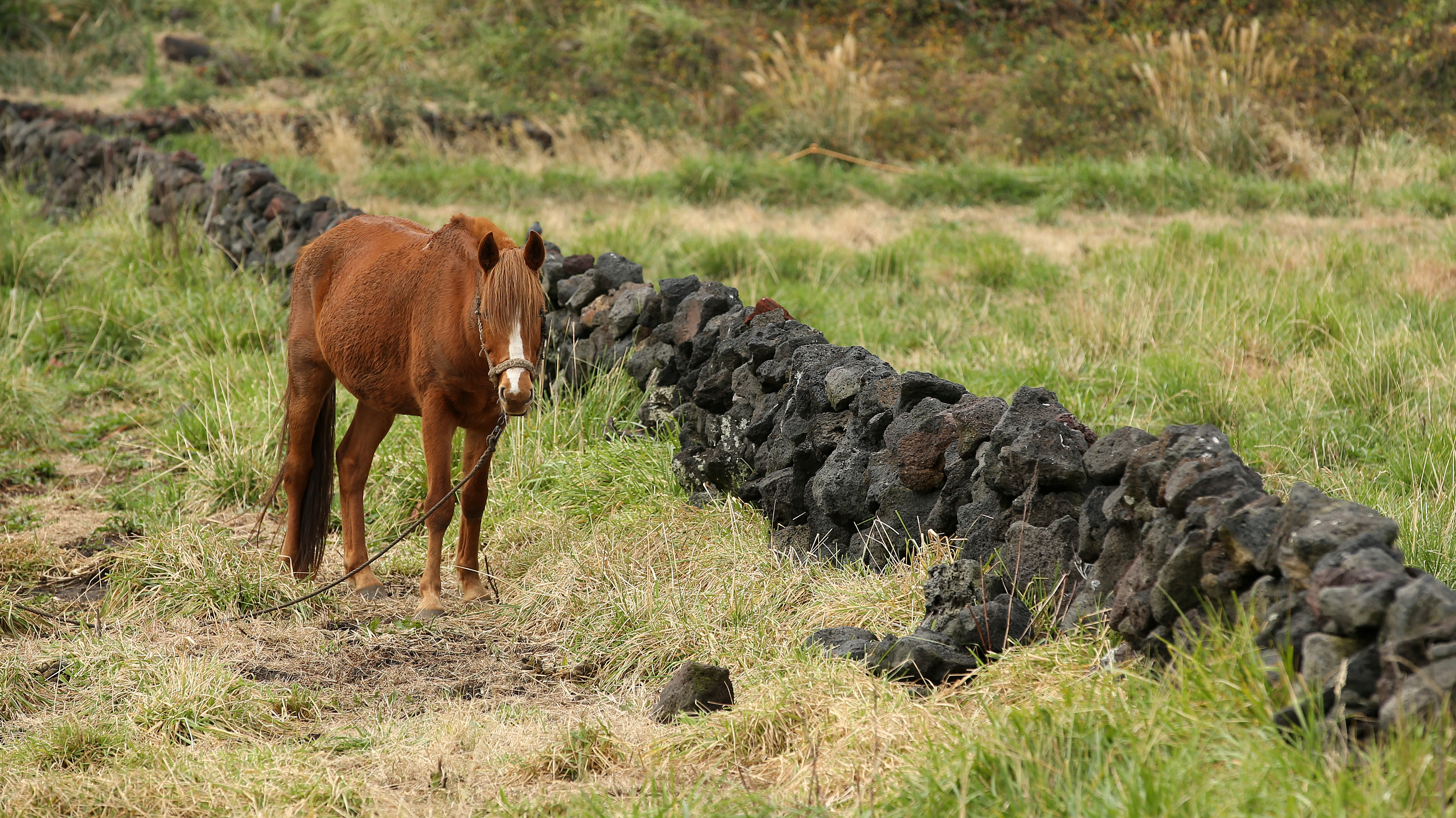
Jat (잩) oder Jat-seong (잩성) genannte Einfriedungen von Pferdekoppeln

Die Steinmauern von Jeju-do sind Mauern aus Bimsstein, die die Bewohner der Insel Jejudo (제주도) im Süden Südkoreas zu unterschiedlichen Zwecken errichtet haben und die heute eine kulturhistorische Bedeutung besitzen.

## Geschichte
Man vermutet, dass Volksstämme, die über entwickelte Feldanbaumethoden verfügten auf die Insel Jejudo kamen und dort die Herrschaft über das Tamna-Reich (탐나) übernahmen. Der Zeitpunkt, wann das geschehen sein soll, liegt noch im Dunkeln. Tamna wurde im Jahr 1105 vom Goryeo-Reich (고려), zu dem es zuvor tributpflichtig war, annektiert. Von einem hohen Verwaltungsbeamten aus dieser Zeit ist überliefert, dass die Steinmauern von Jejudo ursprünglich als Grenzmarkierungen errichtet wurden, da Einflussreiche und Mächtige der Insel sich immer wieder Land von der armen Landbevölkerung einverleibten. Nachdem Gim Gu (김구) (1211–1278), der als dieser Beamte beschrieben wurde und nach seiner Amtseinsetzung von den Nöten der Bauern erfuhr und die Mauern errichten ließ, nahmen die Grenzstreitigkeiten ab. Mit der Ausdehnung der Landwirtschaft auf die Hänge des Vulkans Hallasan (한라산), der sich zentral auf der Insel befindet, stiegen auch die Anforderungen an die Landwirtschaft, da weiter oben die Hänge kargeren Boden aufwiesen. Die Einfriedungen der Ackerflächen hatten zunehmend auch den Vorteil, dass die Böden vor Erosion durch Wind und Wetter geschützt wurden und somit über die Jahre hinweg auch in den höheren Lagen fruchtbarer Boden entstehen konnte.
Im Jahr 1270 begannen Militäreinheiten der Goryeo-Regierung, die sich Jahre zuvor den einfallenden Mongolen ergeben hatten, gegen Goryeos Eliteeinheiten Sambyeolcho (삼별초), die sich den Mongolen nicht ergeben wollten, auf Jejudo Mauern an der Küste zur Küstenbefestigung zu errichten. Man verband die seit langer Zeit bestehenden Mauern, die als Wellenbrecher und Ankerplätze fungierten. Sie sollten Landungen an der Küste verhindern oder erschweren. Auch wurden in dieser Zeit Mauern zwischen den Feldern zu Verteidigungszwecken verstärkt. Als die Sambyeolcho besiegt wurden und mit den Mongolen die Aufzucht von Pferden auf die Insel kam, errichtete man in höheren Lagen Steinmauern zwischen 1,2 und 1,5 m Höhe, Jat (잩) oder Jat-seong (잩성) genannt. Diese Mauern grenzten die Pferdezuchtflächen ein und schützten somit die Landwirtschaft vor Schäden durch Weidetiere.

## Typen von Steinmauern
Es gibt im Wesentlichen drei unterschiedliche Arten von Steinmauern auf der Insel, die je nach Zweck und Bedeutung unterschiedlich bezeichnet werden.

### Batdam
Die bekanntesten und am häufigsten vorkommenden Steinmauern sind die Batdam (밭담) genannten Mauern, wobei bat mit „Feld“ und dam mit „Einfriedung“ übersetzt werden kann. Sie spielten eine wichtige Rolle in der Entwicklung der Landwirtschaft auf der Insel und sind in den letzten 1000 Jahren entstanden. Die Batdam überziehen die Insel von den Hügeln bis zur Küste einem Spinnennetz gleich und erstrecken sich über eine Gesamtlänge von über 22.100 km. Sie erhöhen nicht nur den landschaftlichen Reiz der Insel, sondern sind neben dem funktionalen Wert für die Landwirtschaft auch als wichtigstes Kulturerbe der Insel anerkannt.
2014 wurde das Batdam-Feldersystem in die Liste der Globally Important Agricultural Heritage Systems der FAO aufgenommen.

### Wondam
Die Wondam (원담) oder auch Gaetdam (갵담) genannten Mauern sind bis zu einem Meter Höhe errichtete Mauern an den flachen Teilen der Küste im Meer. Als sogenannte Steinwehre dienen sie zum Fischfang. Die bei Flut an die Küste kommenden Fische bleiben in den Mauerspalten hängen, wenn die Ebbe einsetzt und das Wasser durch die Mauerspalten entweicht. Die Steinwehre sind Eigentum der jeweiligen Dörfer an deren Küste sie errichtet wurden. Eine besondere Fangsaison stellt der August jedes Jahres dar, wenn Schwärme von 10 bis 20 cm langen Sardellen, im Jeju-Dialekt Mel (멜), auf Koreanisch aber Myeol-chi-gwa (멸치과) genannt, in den Steinwehren sich verfangen und mit Keschern und Schöpfkellen von den Dorfbewohnern gefangen werden. Die Fänge werden unter den Dorfbewohnern gerecht geteilt.

### Sandam
Sandam (산담) (san = Berg) hingegen sind Mauern, die zur Einfriedung von Gräbern dienten. Sie sollten die Gräber vor Feuer und gegen Zerstörung durch im Gelände weidende Tieren schützen. Doch auch diese Mauern unterscheiden sich in ihrer Form und der Art und Weise ihrer Errichtung. Als Oedam (외담) bezeichnet man Mauerwerke, die in einer Reihe aufgeschichtete Basaltsteine aufweisen und zumeist in Kreis-, Viereck- oder Eichelform ausgeführt sind und Gyeopdam (겹담) immer aus einem zweireihigen Mauerwerk besteht, bei dem die Zwischenräume mit kleineren Steinen ausgefüllt werden und die Anordnung des Mauerwerks eine Trapezform aufweist, an dessen kurzer Seite sich die Grabstelle befindet.
Jede Einfriedung besitzt eine Pforte, durch die, so glaubt man, die Seelen der Verstorbenen hindurchgehen können. Befindet sich die Pforte an der linken Seite der Einfriedung, war dort eine männliche Person begraben, findet man hingegen die Pforte an der rechten Seite vor, gehörte das Grab einer weiblichen Person. Die Pforten bestehen aus einem 40 bis 50 cm breiten Durchlass, der mit länglichen Steinen abgedeckt wurde, damit in der Gegend grasendes Vieh keinen Zugang zu der Grabstätte erlangen konnte.